# Evropska konferenčna liga
Evropska konferenčna liga (skrajšano UECL) je vsakoletno klubsko nogometno tekmovanje, ki ga organizira Združenje evropskih nogometnih zvez (UEFA) in v katerem tekmujejo kvalificirani evropski nogometni klubi, ki odločajo o zmagovalcu tekmovanja prek skupine in nokavt formata. Je evropska liga tretje ravni, za Ligo prvakov in Evropsko ligo. Zmagovalni klub je nagrajen z uvrstitvijo v Evropsko ligo naslednjo sezono, razen če se kvalificira za Ligo prvakov.